# Miconia pseudonervosa
Miconia pseudonervosa är en tvåhjärtbladig växtart som beskrevs av Célestin Alfred Cogniaux. Miconia pseudonervosa ingår i släktet Miconia och familjen Melastomataceae. Inga underarter finns listade i Catalogue of Life.